# Los Molles
Los Molles liegt in Chile und ist ein Fischer- und Badeort. Er gehört zu der Gemeinde La Ligua, Provinz Petorca, V Región de Valparaíso, etwa 192 Kilometer nördlich der Hauptstadt Santiago de Chile und rund acht Kilometer südlich der Grenze zur Región de Coquimbo.

## Wirtschaft
Los Molles lebt praktisch ausschließlich vom Tourismus und der Fischerei.